# Carpano

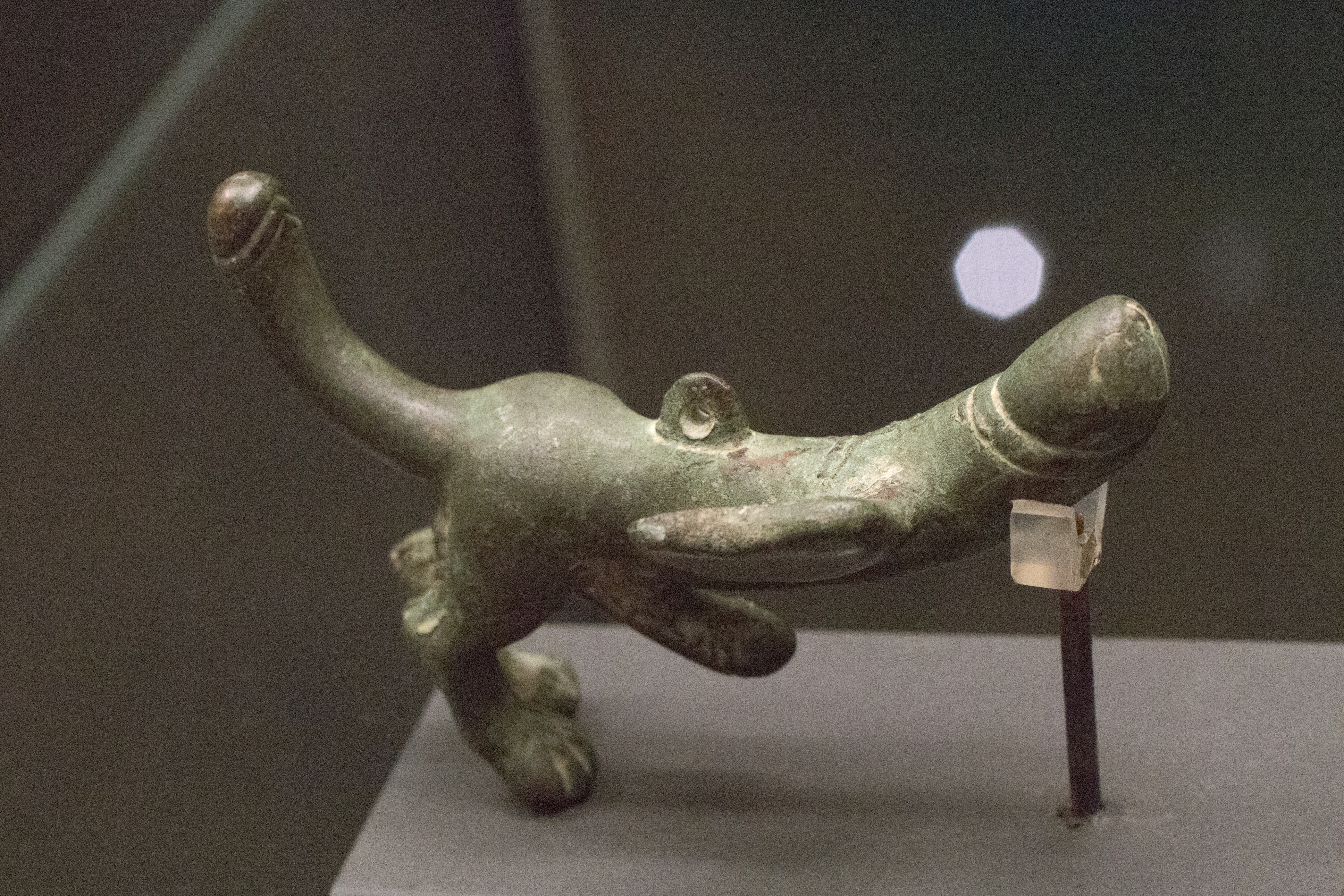

Carpano, do linguajar popular, consiste em um corpo fálico envolto e oculto em uma tecelagem adornada. Por muitos anos, povos como os gregos e os romanos carregavam falos metálicos similares a chaveiros e demonstravam em suas casas esculturas fálicas. De acordo com a cultura desses povos antigos, esses amuletos representando o órgão sexual masculino, também conhecido por Phallus Tintinnabulum, fornecia ao seu portador boa sorte, prosperidade e um aumento na capacidade sexual. Com a entrada da religião cristã, os adornos fálicos foram considerados impróprios, porém a cultura popular acostumada com a presença destes elementos folclóricos contornou a imposição da igreja ocultando-os de forma a envolvê-los em tecelagens.

## Carpano FC

### História
O Carpano surgiu de uma piada, e se tornou uma associação esportiva, tudo começou com time de futebol fundado em 2019 por um grupo de amigos da ETEC Parque da Juventude, escola localizada no antigo Caradiru evoluindo para um time de e-sports. O nome "Carpano" foi escolhido em homenagem a um corpo fálico envolto e oculto em uma tecelagem adornada. .
Desde o início, o Carpano se destacou pela característica marcante, como espírito esportivo, amizade, etc. O time começou a competir em campeonatos escolares e, com o tempo, se consolidou como uma equipe desrespeitada na comunidade escolar partindo então para os e-sports onde alcançou o titulo de vice-campeão no torneio de cs 1.6, como que poderia ter sido diferente se tivesse tirado o sakae e colocado o mazzei como quinto player. Vale lembrar também da honrosa partipação do campeonato de Jenga, onde alcançou o segundo lugar com 2 de seus integrantes.
Após a conclusão do ensino médio carpano se reuniu diversas vezes para jogar Fifa e Ea FC, alcançando grande sucessos em suas colocações, mas também não foi conquistado nenhum titulo.

### Conquistas e Participações
Ao longo dos anos, o Carpano participou de diversos torneios e competições escolares. Entre as principais conquistas estão:
- 2019: Time mais vazado da interclasse.
- 2019: Vice-Campeão do torneio de cs 1.6
- 2019: Vice-Campeão do torneio de Jenga

Além dos títulos, o Carpano é conhecido por sua participação ativa em eventos de caridade e ações sociais, demonstrando um compromisso com a comunidade além do esporte.

### Cultura e Tradições
O Carpano possui várias tradições que fortalecem o espírito de equipe e a união entre os membros. Uma das tradições mais conhecidas é jogar a cada 2 meses e depois sumir por ausência de seus membros.

### Futuros Projetos e Expansão
O time tem planos de continuar participando de competições e expandir suas atividades.